# Садовая листовая лягушка
Садовая листовая лягушка (лат. Eleutherodactylus planirostris) — вид лягушек из семейства Eleutherodactylidae, естественным местом обитания которого являются Куба, Багамы и Каймановы острова, также интродуцированный на другие территории, такие как Флорида, Гавайи, Гуам и Шэньчжэнь в Китае.

## Описание
Садовая листовая лягушка — очень маленький вид. Её размеры колеблются от 17 до 31 мм в длину. Эти лягушки обычно тускло-коричневого или зеленовато-коричневого цвета и встречаются в двух формах; одна имеет две широкие продольные полосы на спине, а другая пятнистая. В обоих случаях брюшко имеет более бледный цвет, чем спина, а глаза красного цвета.

## Распространение и среда обитания
Родиной садовой листовой лягушки являются Куба и некоторые другие острова в Вест-Индии. Она была интродуцирована на Гавайи и во Флориду, где стала распространённой. В отдельных случаях она встречается в южной Джорджии, южной Алабаме и восточной Луизиане. Она является интродуцированным видом на Ямайке, Гуаме и в Шэньчжэне в Китае. Она живёт в сыром мёртвом покрове, часто около мест проживания человека, но редко наблюдаема, так как ведёт ночной образ жизни. В тёплые дождливые дни летом она иногда выходит наружу, а во Флориде она была обнаружена в марте в состоянии спячки под отслоившейся корой дикого тамаринда (вид рода Lysiloma).

## Питание
Рацион садовой листовой лягушки состоит из малых беспозвоночных, таких как муравьи, жуки, клещи, пауки и тараканы.

## Размножение
Садовая листовая лягушка необычна в том отношении, что она откладывает яйца не в воде или в пенной массе, как некоторые древесные лягушки. Вместо этого яйца заключаются в толстую мембрану и откладываются раздельно в скрытых, влажных местах, таких как под бревном, закопанными в развалинах или даже под цветочным горшком. Размер кладки варьируется от 3 до 26 яиц во Флориде. Лягушки проходят через стадию головастика ещё находясь внутри яйца, и появляются наружу уже полностью сформировавшимися молодыми лягушками около 5 мм в длину с коротким хвостом, который скоро снова становится частью туловища. В тёплых условиях вылупление из яйца может происходить на 13-й день развития. У головастиков есть «яичный зуб» на кончике морды, с помощью которого они выходят наружу из яичной скорлупы. После этого он не используется и отбрасывается. Возможно, взрослая лягушка проявляет некоторую родительскую заботу, охраняя яйца, так как лягушки наблюдались сидящими в засаде неподалёку от скоплений яиц.